# 旧街乡
旧街乡，是中华人民共和国山西省阳泉市郊区下辖的一个乡镇级行政单位。

## 行政区划
旧街乡下辖以下地区：
测石村、柳渠村、南沟村、旧街村、新店村、簸箕掌村、新庄窝村、高岭村、佛洼村、阳窑村、枣园村、保安村、阳坡村、虎峪村、闫家庄村、路家山村和后山村。